# Halj már meg!
A Halj már meg! 2016-ban bemutatott színes magyar filmszatíra, amelyet Kamondi Zoltán rendezett Márton László Ez csak egy hétköznapi látogatás… című novellája alapján. 
A film jeleneteinek jelentős részét Salgótarjánban vették fel a 2015-ös forgatás során. Ez volt Kamondi Zoltán utolsó munkája, a rendező a 2016. december 1-jei bemutatót már nem érhette meg. A film összességében negatív kritikákat kapott.

## Történet
Pócs Gábor mozdonyvezető (Cserhalmi György) váratlan halála után felesége (Kováts Adél) felkeresi férjének szeretőjét (Ónodi Eszter), aki Gábor törvénytelen lányának (Pájer Alma Virág) anyja. A két nő rettenetesen gyűlöli egymást, ám kiderül, hogy Gábornak különböző illegális ügyletei voltak, amelyekből társai és ellenlábasai szerint hatalmas vagyont gyűjtött össze. A két nő ezért kénytelen összefogni hogy kiderítsék, szerelmük hova rejtette el bűnös életének gyümölcsét.

## Szereplők
- Kováts Adél – Pócsné
- Ónodi Eszter – Marcsi
- Pájer Alma Virág – Vali
- Cserhalmi György – Pócs Gábor
- Csákányi Eszter – Erzsi
- Hegedűs D. Géza – Kövér
- Törőcsik Mari – Mama
- Koncz Gábor – Henry
- Kőszegi Ákos – Károly
- Kulka János – Herbert
- Mucsi Zoltán – Tibi
- Zoboki Gábor – építész főnök
- Debreczeny Csaba – beosztott építész
- Marcus Hammerstein – osztrák mozdonyvezető
- Páll Zsolt – határőrtiszt
- Kaczor János – vámtiszt
- Fata László – kézilabda edző
- Marjai Virág – kihallgatótiszt
- Pallós Nelli – nő a sírnál
- Sánta Napsugár Kincső – ikrek a sírnál